# Тарек Аділ Казем
Тарек Аділ Казем (28 липня 1972) — іракський дипломат. Повноважний міністр. Тимчасовий повірений у справах Іраку в Україні (з 2024)

## Життєпис
Народився 28 липня 1972 року в місті Багдад. У 1995 році отримав бакалавра Багдадського університету, у 1999 році Інститут дипломатичної служби МЗС Республіки Ірак, у 2004 отримав диплом бакалавра мистецтв — іноземні мови Багдадського університету, у 2006 році диплом за фахом «Публічне право» та магістра «Міжнародне право» в ОАЕ у 2008 році.
До вступу на дипломатичну службу займався юридичною практикою (1995—1998); служив в Департаменті Консульської Служби МЗС Республіки Ірак (1999—2001); в Політичному департаменті МЗС Республіки Ірак (2001—2003); служба в Департаменті з питань прав людини МЗС Республіки Ірак (2003—2004); був Заступником Генерального Консула Республіки Ірак в Дубаї (2004—2008); Начальником Відділу з питань міжнародних кордонів і води — Юридичного департаменту МЗС Іраку (2008—2011); Радником у Посольстві Республіки Ірак в Анкарі (2011—2014); Керівник Адміністрації Вищого адміністративного суду Ліги арабських держав в Каїрі, Керівником Адміністрації Арабського інвестиційного суду Ліги арабських держав (2014—2015); Заступником Глави Офісу Ліги арабських держав в Австрії; Заступником Глави Представництва Ліги арабських держав при Міжнародних організаціях у Відні (2015—2019); Заступником Директора Юридичного департаменту МЗС Республіки Ірак (2019—2020); Директором Департаменту політичного планування МЗС Республіки Ірак (2020—2021); Директором Департаменту Європи МЗС Республіки Ірак (2021—2022); Заступник Посла Республіки Ірак у Австрії, Заступник Постійного Представника Республіки Ірак при Місії ООН у Відні (2022—2024).
З 18 квітня 2024 року Тимчасовий Повірений у справах Республіки Ірак в Україні.